# Phuket (Stadt)
Phuket ist die Hauptstadt der gleichnamigen Provinz Thailands und zugleich größte Stadt der Insel Phuket. Die Stadt liegt im Südosten der Insel, die Entfernung zur thailändischen Hauptstadt Bangkok beträgt etwa 700 Kilometer. Seit dem 13. Februar 2004 hat sie den Verwaltungsstatus einer Großstadt (Thesaban Nakhon), weshalb sie im englischen Sprachgebrauch Phuket City genannt wird. Nach der Bevölkerungsstatistik von 2012 hat die Stadt Phuket 75.536 Einwohner.

## Geschichte und Stadtbild
Die Stadt Phuket hat ein charakteristisches Stadtbild. Viele historische Gebäude aus dem späten 19. und beginnenden 20. Jahrhundert sind im sogenannten „Sino-portugiesischen Stil“ gehalten, einer Mischung aus portugiesischer Kolonialarchitektur mit chinesischen Elementen, wie man sie auch in anderen traditionellen Handelsstädten an den Küsten Südchinas und vor allem der Malaiischen Halbinsel findet. 
Zwar gab es im 16. Jahrhundert eine portugiesische Handelsniederlassung auf Phuket (historisch Junkceylon), die Erbauer dieser Wohn- und Geschäftshäuser waren jedoch keine Portugiesen, sondern Baba (auch Peranakan genannt), die den Großteil der einheimischen Bevölkerung der Stadt stellen. Dabei handelt es sich um Nachfahren von Paaren aus chinesischen Einwanderern des frühen 19. Jahrhunderts und einheimischen Thai- oder malaiischen Frauen. Diese identifizierten sich weder als Chinesen noch als Thai, sondern entwickelten eine eigene ethnische Identität und kulturelle Tradition.
Die ursprüngliche Inselhauptstadt war Thalang im Norden von Phuket. Diese wurde jedoch im Birmanisch-Siamesischer Krieg von 1809 zerstört und die meisten Bewohner zogen weg. Ab den 1820er-Jahren kamen zahlreiche Chinesen aus den britischen Straits Settlements entlang der Malaiischen Halbinsel, insbesondere aus Penang, nach Phuket, um in den ergiebigen Zinnminen der Insel zu Geld zu kommen. Die heutige Stadt Phuket wurde um 1850 unter dem Namen Tongkah gegründet und diente in erster Linie als Handelsposten.
Die Minenarbeiter kamen hierher, um ihr Zinnerz zu vermarkten, ihre Vorräte aufzufüllen und Geld an ihre Familien zu überweisen; aber auch, um sich mit Alkohol, Opium, Prostituierten und Glücksspiel zu unterhalten. In dieser Zeit entwickelte sich die Thanon Thalang zur Hauptstraße, entlang derer sich die wichtigsten Handelsgeschäfte ansiedelten, und Soi Rommani zum Bordellbezirk.
Zum Ausbau und zur „Zivilisierung“ des einstigen Bergarbeiter-Vorpostens kam es während der Amtszeit des königlichen Hochkommissars für Phuket, Phraya Ratsadanupradit (Khaw Sim Bee na Ranong) 1900–13. Dieser verlieh einer australisch-europäischen Minengesellschaft, der Tongkah Harbour Dredging, weitgehende Schürfrechte, im Gegenzug stellte diese Gelder für einen Ausbau der Infrastruktur zur Verfügung. Damit wurden Straßen ausgebaut, Kanäle entschlammt und öffentliche Gebäude errichtet.
Nachdem das Leben in der Stadt sicherer und komfortabler geworden war, übersiedelten auch Kaufmannsfamilien (überwiegend Baba/Peranakan) von Penang nach Phuket. Bei der Konstruktion ihrer großzügigen Wohn- und Geschäftshäuser, die sich durch dicke Mauern (um das Innere kühl zu halten) und hohe Decken auszeichnen, übernahmen sie die vom portugiesischen Kolonialstil inspirierte Sino-Portugiesische Architektur, wie sie sie aus Penang und den anderen Straits Settlements kannten. Die wohlhabenden Kaufleute stifteten Schulen und Tempel.
Noch bis in die Zeit des Zweiten Weltkriegs gab es engere Handels- (und auch familiäre) Beziehungen zwischen Phuket und Penang, das der nächstgelegene Überseehafen war, als mit Bangkok. Erst mit dem Ausbau der Verkehrswege innerhalb Thailands nahm die Bindung zum Zentrum des Landes zu, während die zu Malaysia an Bedeutung verlor. Der Zinnbergbau und -handel war noch bis in die 1970er-Jahre Hauptquelle des Wohlstands von Phuket. Dann wurde er durch den Tourismus, vorwiegend aus Europa, überlagert, bevor er durch die allgemeine Ersetzung von Weißblech- durch Kunststoffverpackungen um 1980 völlig zusammenbrach. Einige ehemalige Zinnminen im Umland von Phuket sind heute zu Ferienresorts umfunktioniert.
An der Altstadt von Phuket selbst gab es allerdings bis etwa 2000 kaum touristisches Interesse. An den Stränden entlang der Westküste der Insel haben sich neuere Zentren mit auf die touristischen Bedürfnisse abgestimmter Infrastruktur entwickelt, wodurch die Bedeutung der Inselhauptstadt in den Hintergrund gedrängt wurde. Erst seit der Jahrtausendwende gibt es ein zunehmendes Interesse von Reisenden wie von Einheimischen am kulturellen Erbe des alten Phuket. Einige historische Gebäude wurden seither renoviert und teils zu Museen oder Unterkünften umfunktioniert.
Ende Dezember 2004 kam es in der Region als Folge von dem Erdbeben im Indischen Ozean und dem danach folgenden Tsunami an den Küsten zu katastrophalen Verhältnissen und Zerstörungen der lokalen Infrastruktur. 
Auch das chinesische Erbe ist bei einem Spaziergang durch die Stadt deutlich zu sehen. Es gibt zahlreiche chinesische Schreine und Tempel, und alljährlich wird hier im September oder Oktober das als „vegetarisches Fest“ bekannte Fest der neun Kaisergötter gefeiert, ein religiöses Fest chinesischen Ursprungs. 
Vom Rang-Hügel (Khao Rang) hat man eine wunderbare Aussicht über die Stadt und einen Teil der Insel.

## Verkehr

### Flughafen
Der nächste Flughafen ist der Phuket International Airport. Er befindet sich ca. 30 km von der Stadt entfernt im Norden der Insel.

## Sehenswürdigkeiten
- Put Yaw – 200 Jahre alter Tempel chinesischer Einwanderer im Westen der Stadt, geweiht der Göttin Kuan Yin, Zentrum des jährlichen „vegetarischen Fests“
- Stadtbild – mit hauptsächlich chinesischen Einflüssen (ziegelgedeckte Häuser, Arkadengänge), sehenswerte Straße: Thalang Road (siehe Weblinks)

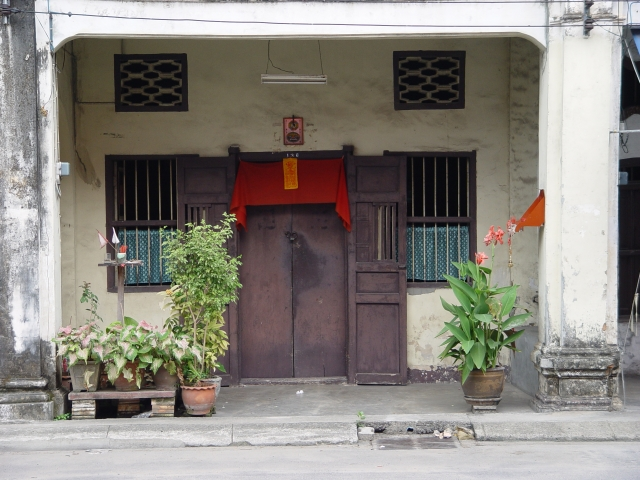
Typisches Wohnhaus in chinesischem Stil
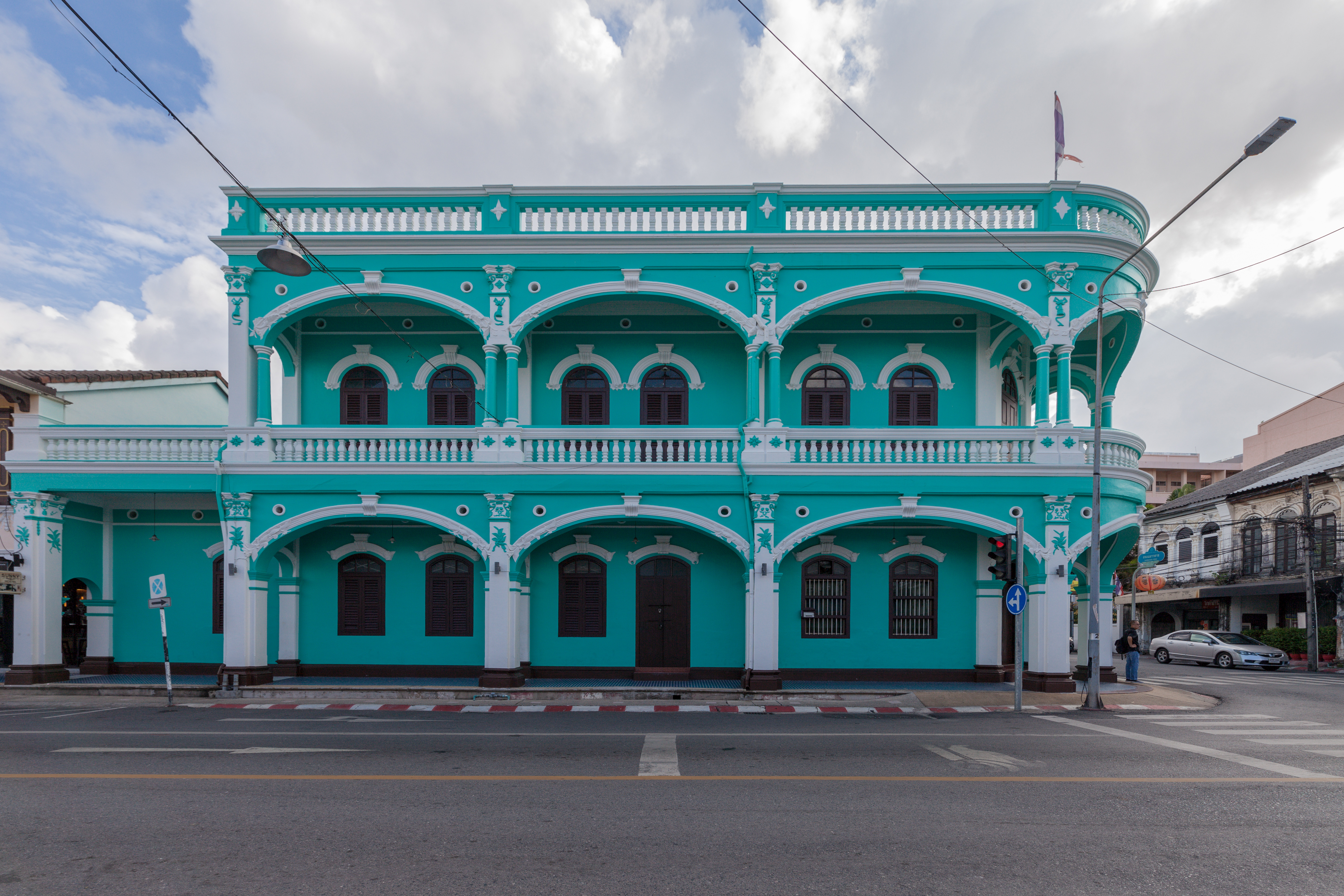
Portugiesische Kolonial-Architektur in Phuket
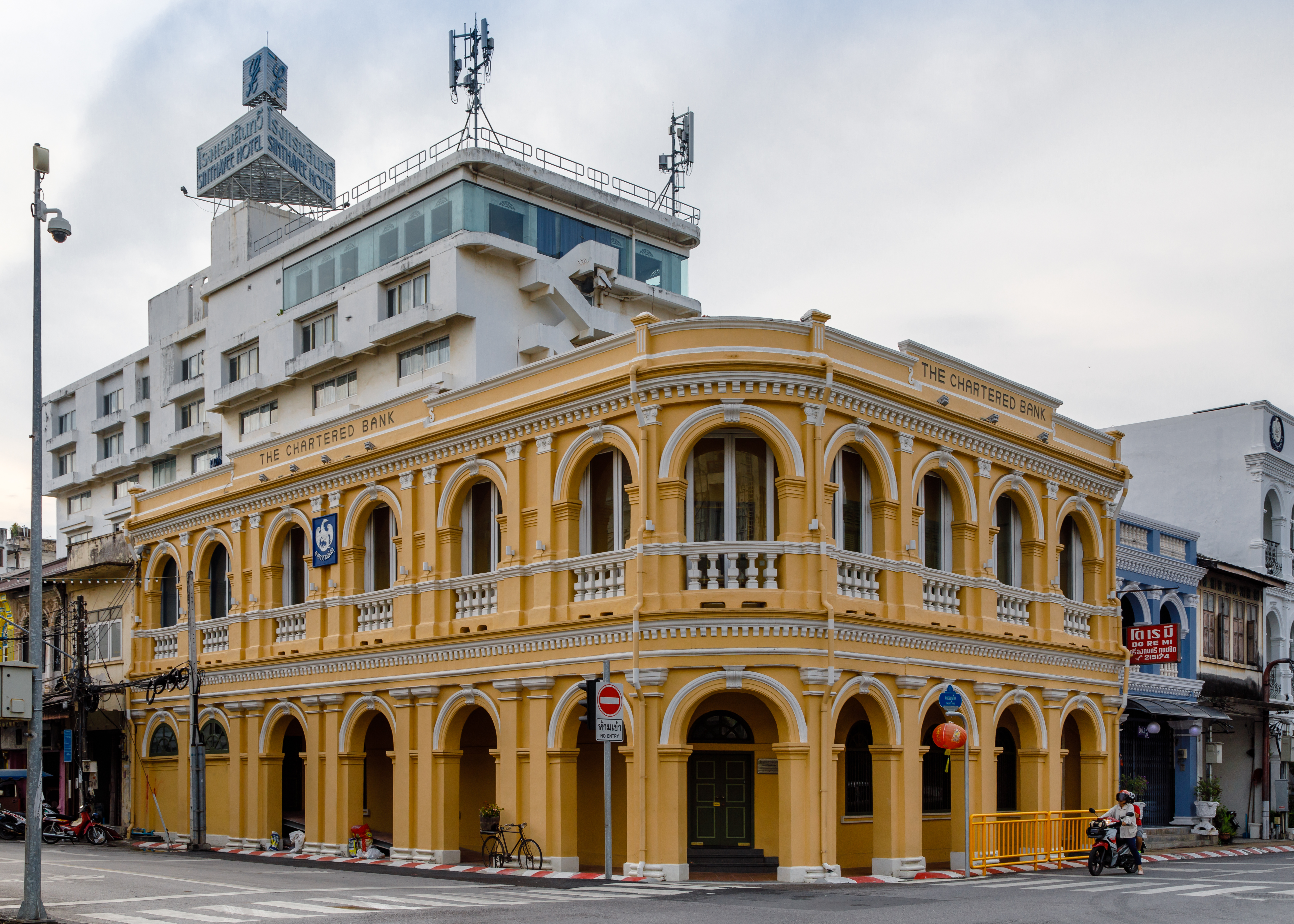
Gebäude der Siam City Bank, eines der ältesten Gebäude der Stadt (heute Peranakan-Museum)
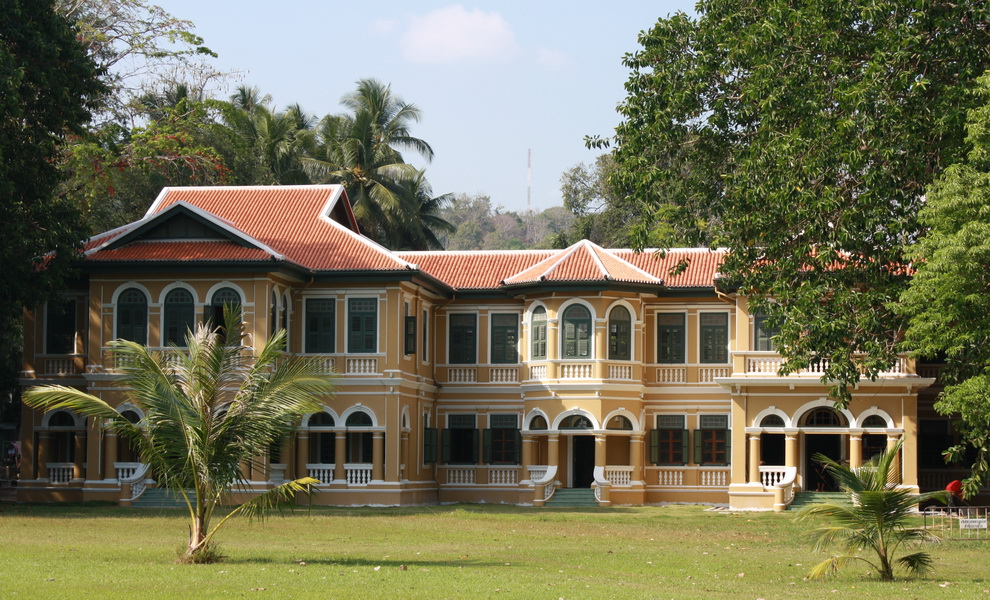
Phra Pitak Chinpracha
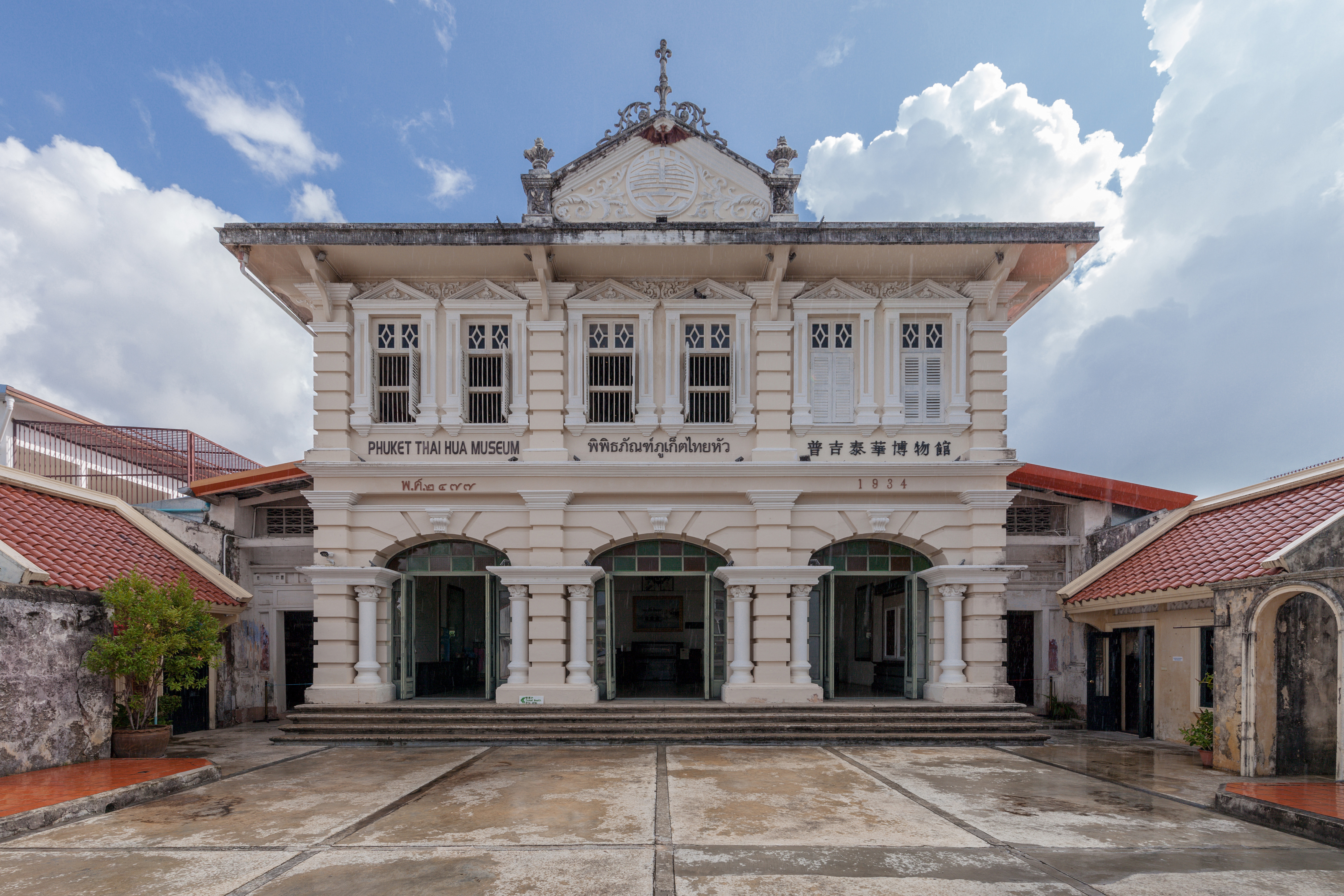
Thai-Hua-Museum (ehemalige chinesische Sprachschule)

## Persönlichkeiten
- Rawin Nontaket (* 1988), Fußballspieler
- Saharat Pongsuwan (* 1996), Fußballspieler
- Chinnatun Jugtong (* 1998), Fußballspieler
- Benjamin Davis (* 2000), thailändisch-englisch-singapurischer Fußballspieler